# Johan Pehrson
Carl Johan Georg Pehrson (født 8. maj 1968 i Längbro i Örebro) er en svensk politiker (Liberalerna) og jurist. Han har været fungerende partileder for Liberalerna siden 8. april 2022.
Pehrson har været medlem af Liberalernas partibestyrelse siden 2001 og var partisekretær 2001–2002. Han har været riksdagsmedlem 1998–2015 og igen siden 2018. Han var partiets gruppeleder i rigsdagen 2006–2014 og 2019–2022.

## Privatliv
Johan Pehrson er født og opvokset i Längbro, Örebro, hvor han som ung var elevrådsformand i både grundskolen og på gymnasiet. Han var fodboldspiller og fodboldungdomstræner i 1980'erne.
Pehrson uddannede sig til jurist på Uppsala universitet og i London. Han har arbejdet i en bank og ved Örebro tingsret. Han har fire børn.

## Politisk karriere
Pehrson var i sin ungdom aktiv i Liberala ungdomsförbundet, og var forbundets anden næstformand 1991–1993. Han blev 1998 valgt til Riksdagen for Folkpartiet Liberalerna. Han har der fortrinsvis arbejdet med retspolitik, og var formand for justitsudvalget 2002–2006. Fra 2006 til 2014, da Liberalerna var i regering, var Pehrson partiets gruppeleder i Riksdagen.
Liberala ungdomsförbundet krævede i marts 2013 at Pehrson skulle gå af som retspolitisk ordfører for partiet.
I 2015 forlod Pehrson Riksdagen for at starte et partnerselskab, KB18, som investerer i små svenske virksomheder.
Pehrson var en af kandidaterne ved Liberalernas partiledervalg 2019. Han trak dog sit kandidatur tilbage inden landsmøde, som i stedet valgte Nyamko Sabuni til partileder. Pehrson valgtes til første næstformand og blev kort derefter igen gruppeleder i Riksdagen.

### Partileder for Liberalerna
8. april 2022 gik Nyamko Sabuni af som partileder. Samme dag meddelte Liberalerna at Pehrson, som første næstformand, er fungerende partileder. Han skal lede Liberalerna op til riksdagsvalget i Sverige 2022. Derefter, på et ekstraordinært landsmøde i december, skal der vælges en ny ordinær partileder.